# Championnat de Suède féminin de football 2021
Navigation
Édition précédente Édition suivante
Le championnat de Suède féminin de football 2021 est la 49e du championnat de Suède féminin, la 34e dans son organisation actuelle. Les douze meilleurs clubs féminins de football de Suède sont regroupés au sein d'une poule unique, la Damallsvenskan, où ils s'affrontent deux fois au cours de la saison, à domicile et à l'extérieur.
Le Kopparbergs/Göteborg FC devient le BK Häcken et défend son titre de championne de Suède acquis lors de la saison 2020. L'AIK et le Hammarby IF accèdent à l'élite.

## Les équipes participantes
| \| Djurgården Eskilstuna BK Häcken Kristianstad Linköping Piteå Rosengård Vittsjö AIK Växjö Hammarby IF Örebro \| Localisation des clubs engagés. |
| Djurgården Eskilstuna BK Häcken Kristianstad Linköping Piteå Rosengård Vittsjö AIK Växjö Hammarby IF Örebro                                       |

| Club                  | Classement 2020 | Stade                                   | Capacité      | Date de Création |
| --------------------- | --------------- | --------------------------------------- | ------------- | ---------------- |
| BK Häcken             | 1               | Valhalla IP                             | 4 000         | 1970             |
| FC Rosengård          | 2               | Malmö IP                                | 7 800         | 1970             |
| Kristianstads DFF     | 3               | Vilans IP / Kristianstads fotbollsarena | 5 000 / 3 080 | 1998             |
| Linköpings FC         | 4               | Linköping Arena                         | 8 500         | 2003             |
| Vittsjö GIK           | 5               | Vittsjö IP                              | 3 000         | 1933             |
| Växjö DFF             | 6               | Myresjöhus Arena                        | 12 000        | 2014             |
| KIF Örebro DFF        | 7               | Behrn Arena                             | 14 500        | 1920             |
| Piteå IF              | 8               | LF Arena                                | 6 000         | 1985             |
| Djurgårdens IF Dam    | 9               | Stockholms Olympiastadion               | 14 417        | 2003             |
| Eskilstuna United DFF | 10              | Tunavallen                              | 7 800         | 2002             |
| AIK Fotboll           | 1 (Elitettan)   | Skytteholms IP                          | 4 000         | 1970             |
| Hammarby IF           | 2 (Elitettan)   | Hammarby IP                             |               | 1970             |

## Compétition
Le champion en titre, le Kopparbergs/Göteborg FC, après avoir annoncé mettre fin à son existence à l'intersaison, revient finalement en devenant l'équipe féminine du BK Häcken, et défendra bien sa couronne en 2021.

### Classement
Le barème utilisé pour établir le classement est le suivant : 3 points pour une victoire, 1 point pour un match nul et 0 point pour une défaite.
| Rang | Équipe                | Pts | J  | G  | N | P  | Bp | Bc | Diff |
| ---- | --------------------- | --- | -- | -- | - | -- | -- | -- | ---- |
| 1    | FC Rosengård          | 57  | 22 | 18 | 3 | 1  | 54 | 10 | +44  |
| 2    | BK Häcken T C         | 47  | 22 | 14 | 5 | 3  | 53 | 13 | +40  |
| 3    | Kristianstads DFF     | 35  | 22 | 9  | 8 | 5  | 33 | 26 | +7   |
| 4    | Eskilstuna United DFF | 35  | 22 | 10 | 5 | 7  | 27 | 22 | +5   |
| 5    | Vittsjö GIK           | 32  | 22 | 8  | 8 | 6  | 29 | 20 | +9   |
| 6    | Linköpings FC         | 31  | 22 | 8  | 7 | 7  | 33 | 27 | +6   |
| 7    | Hammarby IF P         | 31  | 22 | 9  | 4 | 9  | 40 | 37 | +3   |
| 8    | KIF Örebro DFF        | 30  | 22 | 9  | 3 | 10 | 25 | 43 | -18  |
| 9    | Djurgårdens IF Dam    | 21  | 22 | 6  | 3 | 13 | 21 | 38 | -17  |
| 10   | AIK P                 | 20  | 22 | 5  | 5 | 12 | 14 | 48 | -34  |
| 11   | Piteå IF              | 16  | 22 | 4  | 4 | 14 | 19 | 38 | -19  |
| 12   | Växjö DFF             | 11  | 22 | 2  | 5 | 15 | 7  | 33 | -26  |

## Statistiques individuelles
Source.

### Meilleures buteuses
| Rg | Joueuse                   | Équipe            | Buts |
| -- | ------------------------- | ----------------- | ---- |
| 1. | Stina Blackstenius        | BK Häcken         | 17   |
| 2. | Uchenna Kanu              | Linköpings FC     | 14   |
| 3. | Olivia Schough            | FC Rosengård      | 12   |
| 4. | Madelen Janogy            | Hammarby IF       | 10   |
| 4. | Felicia Rogic (en)        | Eskilstuna United | 10   |
| 6. | Sanne Troelsgaard Nielsen | FC Rosengård      | 9    |
| 7. | Jelena Čanković           | FC Rosengård      | 8    |
| 7. | Emilia Larsson (en)       | Hammarby IF       | 8    |
| 9. | Fernanda Da Silva (sv)    | Vittsjö GIK       | 7    |
| 9. | Emma Jansson (en)         | Hammarby IF       | 7    |
| 9. | Cornelia Kapocs           | Linköpings FC     | 7    |
| 9. | Mimmi Larsson             | FC Rosengård      | 7    |

### Meilleures passeuses
| Rg | Joueuse            | Équipe            | P.d. |
| -- | ------------------ | ----------------- | ---- |
| 1. | Stina Blackstenius | BK Häcken         | 8    |
| 1. | Olivia Schough     | FC Rosengård      | 8    |
| 3. | Ebba Hed (en)      | Vittsjö GIK       | 7    |
| 4. | Madelen Janogy     | Hammarby IF       | 5    |
| 4. | Mia Jalkerud (en)  | Eskilstuna United | 5    |